# 弗里亞濟諾
弗里亞濟諾（俄语：Фря́зино）是俄羅斯莫斯科州中部的一個城市。位於莫斯科東北20公里。2002年人口52,436人。
首見於1584至1586年的文獻，1951年設市。